# Škoda 430

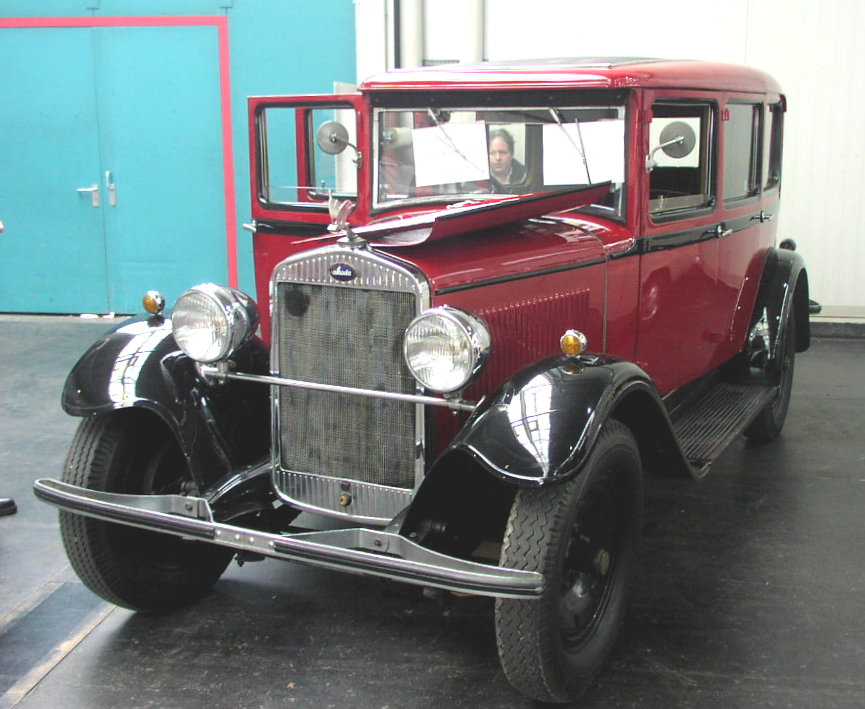
Škoda 430 w wersji sedan z 1930 roku

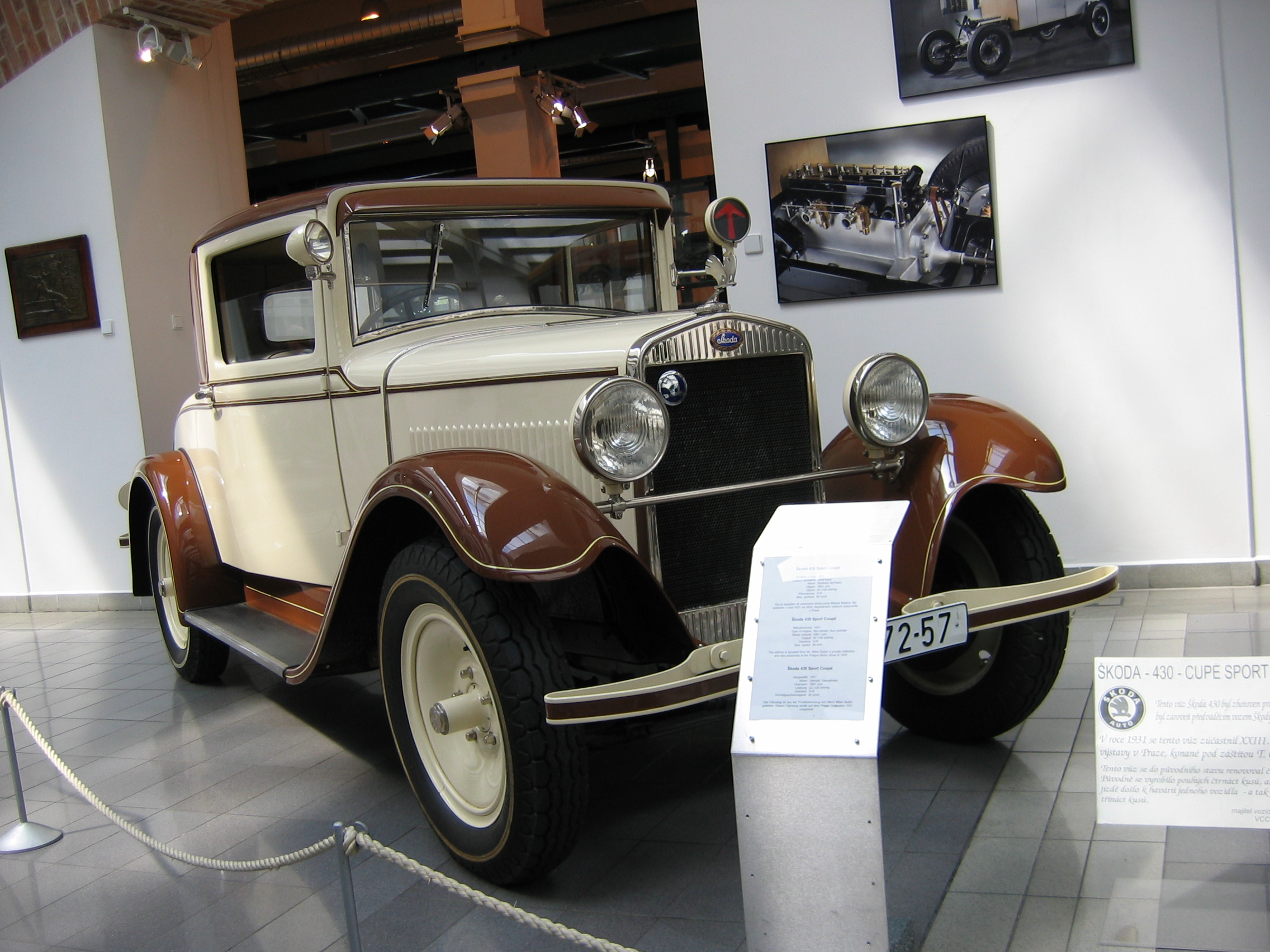
Škoda 430 w wersji coupé

Škoda 430 − samochód produkcji czeskiej firmy Škoda, wytwarzany w latach 1929–1932 w pięciu wersjach nadwoziowych: dwu- i czterodrzwiowy sedan, kabriolet, roadster i phaéton. Napędzany był silnikiem o pojemności 1331 cm³ i mocy 30 KM. Ogółem wyprodukowano 3028 tych samochodów.
W roku 1930 rozpoczęto produkcję limuzyny oraz sanitarki oznaczonych jako model Škoda 430 D z powiększonym rozstawem osi i silnikiem o pojemności 1802 cm³ i mocy 32 KM, w roku 1934 moc silnika podwyższono do 38 KM. Produkcję zakończono w 1936 roku. W ciągu sześciu lat wytworzono  651 egzemplarzy tego pojazdu.

## Szczegółowe dane techniczne modelu 430
- Silnik
  - Pojemność skokowa: 1665 cm³
  - Średnica cylindra x skok tłoka: 72 x 102 mm
  - Stopień sprężania: 5,5
  - Moc maksymalna: 30 KM (22 kW) przy 2600 obr./min
- Wymiary i masy
  - Długość: 4430 mm
  - Szerokość: 1660 mm
  - Wysokość: 1750 mm
  - Rozstaw osi: 2800 mm
  - Rozstaw kół przednich: 1360 mm
  - Rozstaw kół tylnych: 1360 mm
  - Masa własna:
  - DMC: 1100 kg
- Osiągi
  - Prędkość maksymalna: 80-85 km/h
  - Zużycie paliwa: 10-12 l/100km

## Szczegółowe dane techniczne modelu 430 D
- Silnik
  - Pojemność skokowa: 1802 cm³
  - Średnica cylindra x skok tłoka: 75 x 102 mm
  - Stopień sprężania: 5,5
  - Moc maksymalna: 32 KM (24kW) przy 3000 obr./min (od roku 1934: 38 KM (27,9 kW))
- Wymiary i masy
  - Rozstaw osi: 2900 mm
  - Rozstaw kół przednich: 1360 mm
  - Rozstaw kół tylnych: 1360 mm
  - Masa własna:
- Osiągi
  - Prędkość maksymalna: 90-95 km/h
  - Zużycie paliwa: 10-12 l/100km